# Rocky River (Eriesee)
Der Rocky River ist ein Zufluss des Eriesee an dessen Südufer im nördlichen US-Bundesstaat Ohio. Der Rocky River entwässert zusammen mit seinen beiden Quellflüssen 761 km² im Süden überwiegend landwirtschaftlich genutztes, in der Mitte und im Norden urbanisiertes Gebiet, das im Einzugsbereich des Eriesee liegt. Er entsteht durch den Zusammenfluss von West Branch Rocky River und East Branch Rocky River bei der Ortschaft North Olmsted im Cuyahoga County, fließt danach weiter nach Norden und mündet zwischen den beiden Städten Lakewood und Rocky River in den Eriesee.
Der West Branch Rocky River entspringt im Süden der Stadt Medina im Medina County (41° 5′ 52″ N, 81° 51′ 26″ W) auf einer Höhe von 370 m.
Der East Branch Rocky River entsteht südlich der Großstadt Cleveland, etwa 3 km nördlich der Ortschaft North Royalton im Cuyahoga County (41° 19′ 41″ N, 81° 43′ 29″ W) auf einer Höhe von 375 m.
In den Cleveland Metroparks ist das Flussbett des Rocky Rivers und seiner Quellflüsse durch V-förmig ausgewaschene Schieferfelsen gekennzeichnet, dicht bewaldet mit Weiden, Platanen und Pappeln.